# Gwilym Ivor Thomas
Sir Gwilym Ivor Thomas, britanski general, * 1893, † 1972.